# Alberto Moriani
Alberto Moriani (Roma, 19 settembre 1944) è un montatore italiano.

## Biografia
Dopo l'esordio come montatore di western di coproduzione spagnola, si lega ad alcuni dei registi più prolifici della commedia all'italiana, come Mariano Laurenti, Michele Massimo Tarantini, Marino Girolami e Sergio Martino. Fra gli anni settanta e gli anni ottanta firmerà il montaggio di innumerevoli pellicole della commedia sexy all'italiana. Passa poi progressivamente ai film d'azione di Antonio Margheriti e a quelli di arti marziali  (Il ragazzo dal kimono d'oro), con sporadiche incursioni nell'horror (Zombi Holocaust, Zombi 3) e nell'erotico (Emanuelle e gli ultimi cannibali).

## Filmografia
- Prima ti perdono... poi t'ammazzo (La diligencia de los condenados), regia di Juan Bosch (1970)
- Saranda (Viente pasos para la muerte), regia di Antonio Mollica e Manuel Esteba (1970)
- Tre per uccidere (La banda de los tres crisantemos), regia di Ignacio F. Iquino (1970)
- Metti lo diavolo tuo ne lo mio inferno, regia di Bitto Albertini (1972)
- Ancora una volta prima di lasciarci, regia di Giuliano Biagetti (1973)
- Come fu che Masuccio Salernitano, fuggendo con le brache in mano, riuscì a conservarlo sano, regia di Silvio Amadio (1973)
- Il sergente Rompiglioni, regia di Pier Giorgio Ferretti (1973)
- La svergognata, regia di Giuliano Biagetti (1974)
- Il lupo dei mari, regia di Giuseppe Vari (1975)
- La novizia, regia di Pier Giorgio Ferretti (1975)
- Il sergente Rompiglioni diventa... caporale, regia di Mariano Laurenti (1975)
- Il vizio di famiglia, regia di Mariano Laurenti (1975)
- L'affittacamere, regia di Mariano Laurenti (1976)
- Classe mista, regia di Mariano Laurenti (1976)
- Mondo porno oggi, regia di Giorgio Mariuzzo (1976)
- La segretaria privata di mio padre, regia di Mariano Laurenti (1976)
- La dottoressa sotto il lenzuolo, regia di Gianni Martucci (1976)
- Emanuelle e gli ultimi cannibali, regia di Joe D'Amato (1977)
- La compagna di banco, regia di Mariano Laurenti (1977)
- Napoli si ribella, regia di Michele Massimo Tarantini (1977)
- Orazi e Curiazi 3 - 2, regia di Giorgio Mariuzzo (1977)
- Per amore di Poppea, regia di Mariano Laurenti (1977)
- L'insegnante va in collegio, regia di Mariano Laurenti (1978)
- La liceale nella classe dei ripetenti, regia di Mariano Laurenti (1978)
- Stringimi forte papà, regia di Michele Massimo Tarantini (1978)
- L'insegnante viene a casa, regia di Michele Massimo Tarantini (1978)
- La carica delle patate, regia di Walter Santesso (1978)
- Un brivido di piacere, regia di  Angelo Pannacciò (1978)
- Dove vai se il vizietto non ce l'hai?, regia di Marino Girolami (1979)
- L'infermiera nella corsia dei militari, regia di Mariano Laurenti (1979)
- L'insegnante balla... con tutta la classe, regia di Giuliano Carnimeo (1979)
- La liceale, il diavolo e l'acquasanta, regia di Nando Cicero (1979)
- La liceale seduce i professori, regia di Mariano Laurenti (1979)
- L'infermiera di notte, regia di Mariano Laurenti (1979)
- Tre sotto il lenzuolo, regia di Michele Massimo Tarantini, episodi Sabato mattina e L'omaggio (1979)
- La ripetente fa l'occhietto al preside, regia di Mariano Laurenti (1980)
- Sesso profondo, regia di Marino Girolami (1980)
- La settimana bianca, regia di Mariano Laurenti (1980)
- L'ultimo cacciatore, regia di Antonio Margheriti (1980)
- Gay Salomé, regia di Michele Massimo Tarantini (1980)
- La liceale al mare con l'amica di papà, regia di Marino Girolami (1980)
- Zombi Holocaust, regia di Marino Girolami (1980)
- I carabbimatti, regia di Giuliano Carnimeo (1981)
- Crema, cioccolata e... paprika, regia di Michele Massimo Tarantini (1981)
- La dottoressa preferisce i marinai, regia di Michele Massimo Tarantini (1981)
- Mia moglie torna a scuola, regia di Giuliano Carnimeo (1981)
- La moglie in bianco... l'amante al pepe, regia di Michele Massimo Tarantini (1981)
- L'onorevole con l'amante sotto il letto, regia di Mariano Laurenti (1981)
- Pierino contro tutti, regia di Marino Girolami (1981)
- La poliziotta a New York, regia di Michele Massimo Tarantini (1981)
- La settimana al mare, regia di Mariano Laurenti (1981)
- I cacciatori del cobra d'oro, regia di Antonio Margheriti (1982)
- Fuga dall'arcipelago maledetto, regia di Antonio Margheriti (1982)
- Gian Burrasca, regia di Pier Francesco Pingitore (1982)
- Giggi il bullo, regia di Marino Girolami (1982)
- Pierino colpisce ancora, regia di Marino Girolami (1982)
- È forte un casino!, regia di Alessandro Metz (1982)
- Il mondo di Yor, regia di Antonio Margheriti (1983)
- Paulo Roberto Cotechiño centravanti di sfondamento, regia di Nando Cicero (1983)
- Sfrattato cerca casa equo canone, regia di Pier Francesco Pingitore (1983)
- Il tifoso, l'arbitro e il calciatore, regia di Pier Francesco Pingitore (1983)
- Zero in condotta, regia di Giuliano Carnimeo (1983)
- Due strani papà, regia di Mariano Laurenti (1984)
- I sopravvissuti della città morta, regia di Antonio Margheriti (1984)
- Arcobaleno selvaggio (Geheimcode Wildgänse), regia di Antonio Margheriti (1985)
- La leggenda del rubino malese, regia di Antonio Margheriti (1985)
- Massimamente folle, regia di Marcello Troiani (1985)
- Mezzo destro mezzo sinistro - 2 calciatori senza pallone, regia di Sergio Martino (1985)
- Cobra Mission, regia di Fabrizio De Angelis (1986)
- Commando Leopard, regia di Antonio Margheriti (1986)
- Una donna da scoprire, regia di Riccardo Sesani (1987)
- Il ragazzo dal kimono d'oro, regia di Fabrizio De Angelis (1987)
- Thunder 2, regia di Fabrizio De Angelis (1987)
- Angel Hill, regia di Ignazio Dolce (1988)
- Commander, regia di Ignazio Dolce (1988)
- Vado a riprendermi il gatto, regia di Giuliano Biagetti (1988)
- Zombi 3, regia di Lucio Fulci, Bruno Mattei e Claudio Fragasso (1988)
- La dolce casa degli orrori, regia di Lucio Fulci – film TV (1989)
- La casa nel tempo, regia di Lucio Fulci – film TV (1989)
- La casa del sortilegio, regia di Umberto Lenzi (1989)
- La casa delle anime erranti, regia di Umberto Lenzi (1989)
- Alien degli abissi, regia di Antonio Margheriti  (1989)
- Colli di cuoio, regia di Ignazio Dolce (1989)
- L'ultimo volo all'inferno, regia di Ignazio Dolce (1990)
- Fuga da Kayenta, regia di Fabrizio De Angelis (1991)
- Caccia allo scorpione d'oro, regia di Umberto Lenzi (1991)
- La carne e il diavolo, regia di Nello Rossati (1992)
- Hornsby e Rodriguez - Sfida criminale, regia di Umberto Lenzi (1992)
- Il ragazzo dal kimono d'oro 4, regia di Fabrizio De Angelis (1992)
- Il ragazzo dal kimono d'oro 5, regia di Fabrizio De Angelis (1992)
- Spiando Marina, regia di Sergio Martino (1992)
- La spina del papavero, regia di Ignazio Dolce (1993)
- Jonathan degli orsi, regia di Enzo G. Castellari (1994)
- Sogno d'amore, regia di Fabrizio De Angelis (1994)
- La regina degli uomini pesce, regia di Sergio Martino (1995)
- Chiavi in mano, regia di Mariano Laurenti (1996)
- Gratta e vinci, regia di Ferruccio Castronuovo (1996)
- Tre stelle, regia di Pier Francesco Pingitore – film TV (1999)
- A due passi dal cielo, regia di Sergio Martino – film TV (1999)
- Villa Ada, regia di Pier Francesco Pingitore – film TV (1999)
- Cornetti al miele, regia di Sergio Martino – film TV (1999)
- La palestra, regia di Pier Francesco Pingitore – film TV (2003)
- Con le unghie e con i denti, regia di Pier Francesco Pingitore – film TV (2004)
- Una donna scomoda, regia di Sergio Martino – film TV (2004)
- Forever Blues, regia di Franco Nero (2005)
- Imperia, la grande cortigiana, regia di Pier Francesco Pingitore – film TV (2005)
- Leone e Giampiero, regia di Salvatore Scarico (2006)
- Domani è un'altra truffa, regia di Pier Francesco Pingitore – film TV (2006)
- Di che peccato sei?, regia di Pier Francesco Pingitore – film TV (2007)
- L'allenatore nel pallone 2, regia di Sergio Martino (2008)